# 東タイラ
東 タイラ（あずま タイラ）は、日本の漫画家。男性。主に成人向け漫画を執筆する。

## 来歴
2006年に『週刊少年チャンピオン』で『クロスハート』の作画を担当（原作は佐久間信）。
2007年にビタマンで成人誌短編デビュー。その後ビタマン（竹書房）、アクションピザッツ（双葉社）を中心に活動。

## 作品リスト

### 書籍
- 『薫の拳』 2006年3月、作：佐久間信、ポプラ社〈ブンブンコミックス〉、ISBN 4-591-09012-4
- 『恋愛ばいぶる』 2008年11月7日[1]、竹書房〈バンブーコミックス VITAMAN SELECT〉、ISBN 978-4-8124-7004-6
- 『びんかんパパイヤっ娘!』 2009年8月27日[2]、竹書房（バンブーコミックス VITAMAN SELECT）、ISBN 978-4-8124-7148-7
- 『Love Diet』 2010年2月27日[3]、双葉社〈アクションコミックス〉、ISBN 978-4-575-83738-4
- 『やわらかマダム』 2010年6月7日[4]、竹書房〈バンブーコミックス VITAMAN SELECT〉、ISBN 978-4-8124-7285-9
- 『まじわりオフィス』 2010年12月17日[5]、竹書房〈バンブーコミックス VITAMAN SELECT〉、ISBN 978-4-8124-7492-1
- 『狼男』 2011年5月12日[6]、双葉社〈アクションコミックス〉、ISBN 978-4-575-83910-4
- 『お姉さん過激ですッ！』 2012年3月27日[7]、竹書房〈バンブーコミックス COLORFUL SELECT〉、ISBN 978-4-8124-7755-7
- 『美人妻と美脚OLの快感レポート』 2012年12月7日[8]、竹書房〈バンブーコミックス〉、ISBN 978-4-8124-7857-8
- 『ぬくもり嬢の敏感レッスン』 2013年1月17日[9]、竹書房〈バンブーコミックス COLORFUL SELECT〉、ISBN 978-4-8124-8083-0
- 『駅から始まる恋の物語』 2013年7月、エンジェル出版〈エンジェルコミックス〉、ISBN 978-4-87306-514-4
- 『敏感スポット網羅！痴的おねえさん大百科』 2013年11月7日[10]、竹書房〈バンブーコミックス〉、ISBN 978-4-8124-8262-9
- 『しっとりレディと甘い蜜』 2013年12月17日[11]、竹書房〈バンブーコミックス COLORFUL SELECT〉、ISBN 978-4-8124-8479-1
- 『艶肌マニアックス』 2014年8月16日[12]、竹書房〈バンブーコミックス COLORFUL SELECT〉、ISBN 978-4-8124-8765-5
- 『幸せのセフレお姉さん♪』 2015年5月7日[13]、竹書房〈バンブーコミックス〉、ISBN 978-4-8019-5125-9
- 『お姉さんは我慢できない』 2015年6月17日[14]、竹書房〈バンブーコミックス COLORFUL SELECT〉、ISBN 978-4-8019-5294-2
- 『お姉さんの潤愛カルテ』 2016年3月7日[15]、竹書房〈バンブーコミックス COLORFUL SELECT〉、ISBN 978-4-8019-5473-1
- 『兄妹やめますか！？』 2016年5月、原作：ヒヤマシュリ、エンジェル出版〈エンジェルコミックス〉、ISBN 978-4-87306-707-0
- 『欲しがりお姉さん』 2016年12月7日[16]、竹書房〈バンブーコミックス COLORFUL SELECT〉、ISBN 978-4-8019-5701-5
- 『ちちくりMAX 淫らなスイッチが入ったお姉さんの場合』 2017年2月7日[17]、竹書房〈バンブーコミックス〉、ISBN 978-4-80195-806-7
- 『誰かの妻と』 2017年7月18日[18]、竹書房〈バンブーコミックス COLORFUL SELECT〉、ISBN 978-4-8019-5998-9
- 『花めく妻は脱がされたい』 2018年3月7日[19]、竹書房〈バンブーコミックス COLORFUL SELECT〉、ISBN 978-4-8019-6207-1
- 『昼下がり、妻の事情。』 2018年7月27日[20]、竹書房〈バンブーコミックス COLORFUL SELECT〉、ISBN 978-4-8019-6335-1
- 『血と蜜の部屋』 竹書房〈バンブーコミックス 有罪〈ギルティ〉〉
  1. 上巻 2020年5月25日[21]、ISBN 978-4-8019-6942-1
  2. 下巻 2020年5月25日[22]、ISBN 978-4-8019-6943-8
- 『この純愛は不貞ですか?』 竹書房〈バンブーコミックス 有罪〉、全2巻
  1. 上巻 2022年3月25日発売[23]、ISBN 978-4-8019-7601-6
  2. 下巻 2022年3月25日発売[24]、ISBN 978-4-8019-7602-3